# Louis de Beauvau
Pour les articles homonymes, voir Beauvau.
Louis de Beauvau-Craon (1409 - † 1462), seigneur de Beauvau, de Sermaise en Anjou et de La Roche-sur-Yon (Vendée), de Chateaurenard (13), était le premier fils de Pierre Ier de Beauvau, et de Jeanne de Craon, fille de Pierre de Craon seigneur de la La Ferté-Bernard. Fidèle serviteur de la Maison de Valois-Anjou et ami intime du roi René Ier d'Anjou (dit le Bon).

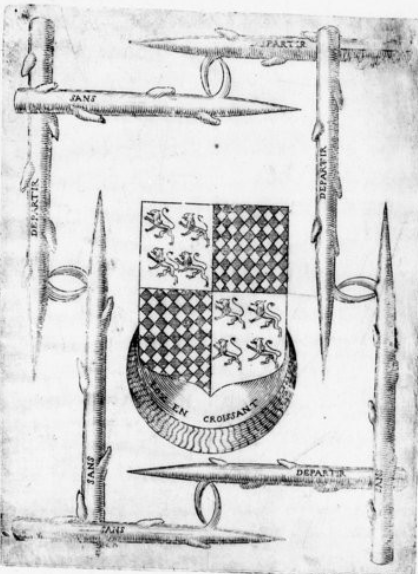
Armoiries de Louis de Beauvau (Statuts de l'Ordre du Croissant)

## Ses campagnes
Ses premiers pas se font dans ceux de son père Pierre Ier au service de Louis II d'Anjou en Italie. C'est là, qu'il devient grand connaisseur de la langue et il va jouer le rôle d'ambassadeur auprès de René d'Anjou plus tard.
Nommé par le roi René, à la suite de la demande de la duchesse Isabelle Ire de Lorraine sa première épouse, gouverneur de Lorraine à 22 ans avec pour mission d'éradiquer les routiers écorcheurs, il se rend maître de la situation en un an et demi et ramène la paix dans cette région. À la suite de ce succès, il est nommé sénéchal d'Anjou et ensuite grand-sénéchal de Provence.
En 1442, Louis servit contre les Anglais sous le Duc d'Alençon. Accompagné de René et de Charles VII, il libère la Rochelle et ensuite Bordeaux.

## Œuvres littéraires
Louis de Beauvau, proche de René d'Anjou, est l'auteur d'un poème :
- Le Pas de la bergiere, récit du tournoi du Pas de la Bergère, qui s'est déroulé du 3 au 8 juin 1449 sur l'ancienne île de Jarnègues à Tarascon chez le roi René. Un seul manuscrit en est conservé[1].

Le Roman de Troyle et Criseida, première traduction en français du Filostrato de Boccace, vers 1453-1455, lui est attribué
, ; d'autres auteurs attribuent cette traduction à son père Pierre de Beauvau.

## Famille et descendance

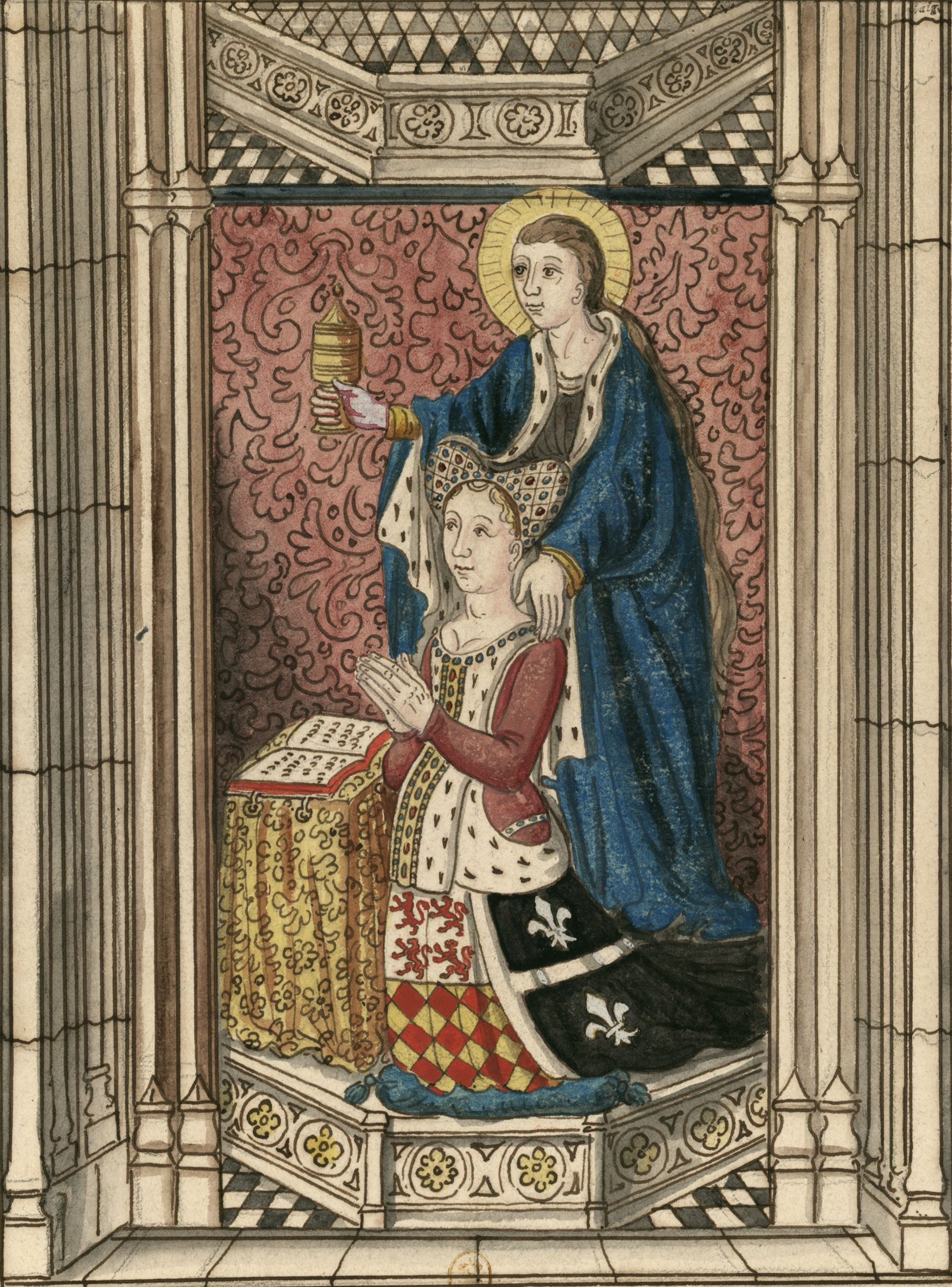
Marguerite de Chambley sur le vitrail de l'église des Cordeliers.

Louis épousa deux femmes (plutôt que trois comme lui accordait la tradition) :  
- d'abord Marguerite de Chambley († vers 1456 ; fille de Ferry de Chambley, et sœur d'Aléarde de Chambley qui épousa Robert de Baudricourt), vers 1435/1437 (il avait  environ 26–28 ans, et non 16–18 ans comme dit la tradition, qui fixe cette union vers 1425/1427 par simple erreur de date) ;
- (?) Il aurait ensuite été brièvement le mari de Jeanne de Baudricourt, fille d'Aléarde de Chambley et Robert de Baudricourt[4], sœur du maréchal Jean de Baudricourt (1433-1499), donc sa nièce par alliance : mais cela résulte vraisemblablement d'une confusion avec Anne de Beaujeu qui suit, et la date de 1440 avancée pour ce mariage ne convient pas puisque Marguerite de Chambley est alors bien vivante ;
- Enfin Anne/Jeanne de Beaujeu-Amplepuis, veuve du maréchal de Culant (1413-1454) et future épouse, en 1465, du maréchal Jean de Baudricourt.

- De sa première union naît vers 1436 une fille, Isabelle (ou Isabeau), ainsi prénommée en l'honneur de la duchesse de Lorraine, qui épouse en 1454 Jean VIII de Bourbon, comte de Vendôme : ils sont les ancêtres par les mâles du roi Henri IV de France. 
Isabeau est ainsi la trisaïeule du roi Henri IV.
C'est par ce mariage que la famille de Beauvau se verra reconnaître par Louis XIV (petit-fils d'Henri IV), puis officiellement par Louis XV en 1739, le titre prestigieux de cousin du Roi, réservé aux rares familles ayant une alliance avec la Maison de France.
- Enfin, de sa seconde union naît une autre fille, Alix de Beauvau. Elle épousera son lointain cousin René de Beauvau, de la branche des Beauvau du Rivau. Les Beauvau du Rivau descendent ainsi également de Louis de Beauvau et cousinent donc doublement avec l'autre branche substituante de cette maison, les Beauvau-Craon.